# 索阿查
索阿查是哥倫比亞的城市，位於該國中部，由昆迪納馬卡省負責管轄，距離首都波哥大1公里，始建於1600年12月31日，面積184平方公里，海拔高度2,565米，2010年人口455,992。